# N66 (België)
De N66 is een gewestweg in de Belgische provincie Luik. Deze weg vormt de verbinding tussen Hoei en Trois-Ponts.
De totale lengte van de N66 bedraagt 59,4 km.

## Plaatsen langs de N66
- Hoei
- Tihange
- La Sarte
- Strée
- Abée
- Tinlot
- Seny
- Warzée
- Ouffet
- Hamoir
- Filot
- My
- Ferrières
- Werbomont
- Habiémont
- Chauveheid
- Haute-Bodeux
- Basse-Bodeux
- Trois-Ponts